# Diospyros blancoi
Diospyros blancoi – gatunek drzewa z rodziny hebankowatych. Pochodzi z Filipin, Tajwanu i Indonezji, jest tam i w innych rejonach uprawiane.

## Morfologia

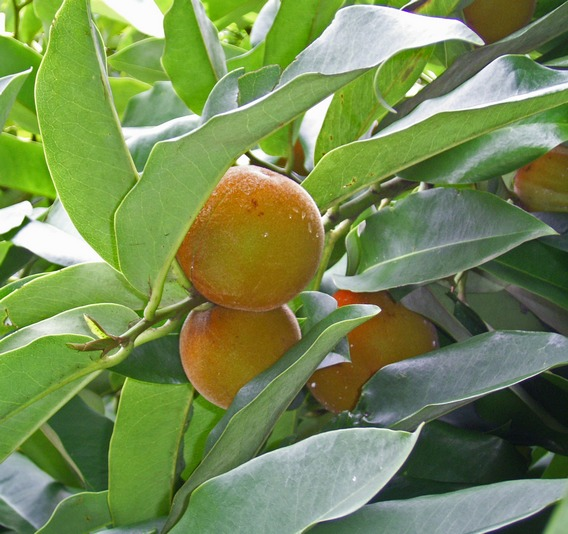
Liście i owoce

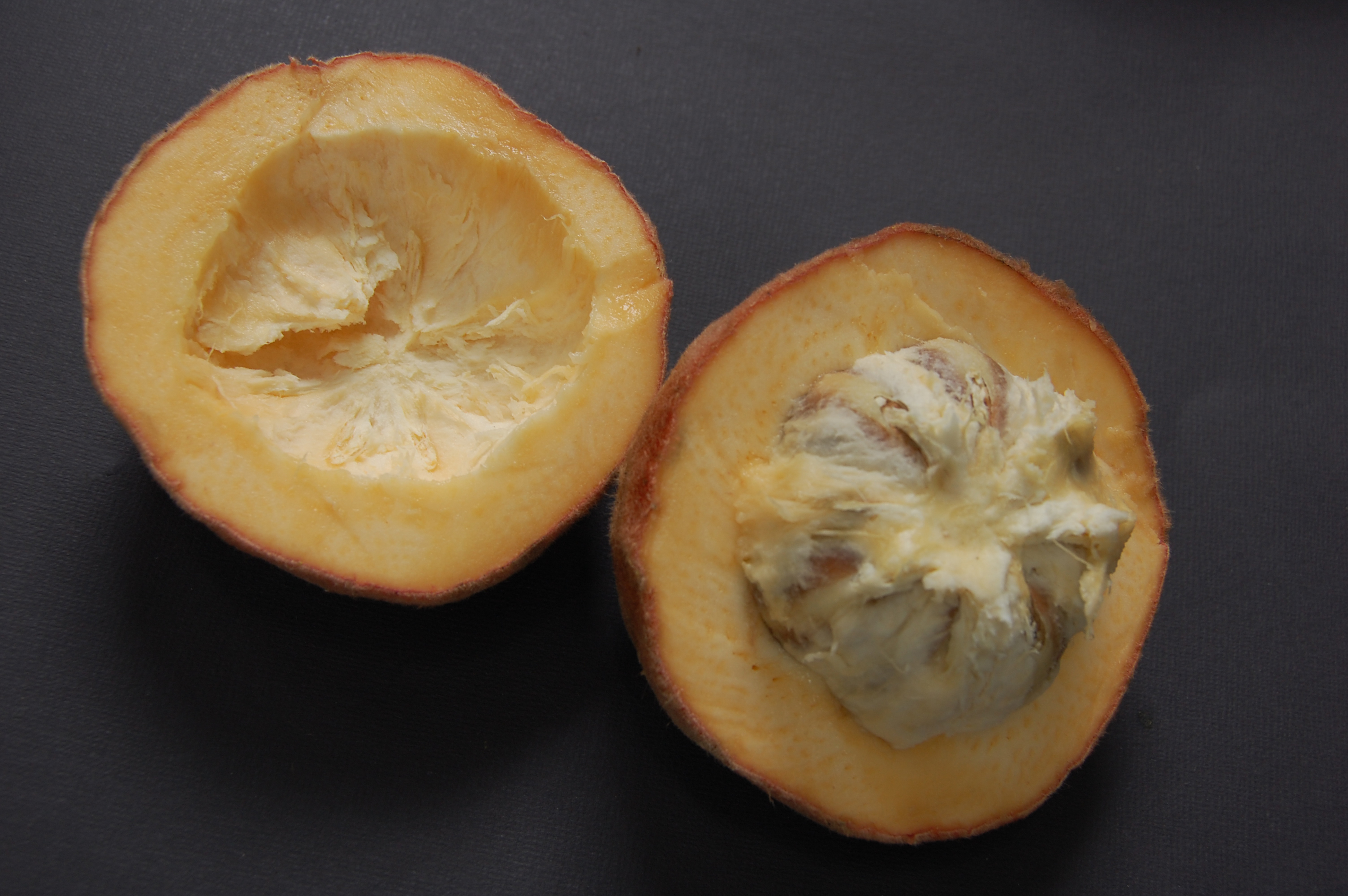
Przekrojony owoc

PokrójWieczniezielone drzewo osiągające około 15 m wysokości.
LiściePodługowate, skórzaste, do 25 cm długości.
KwiatyBiałe, kwiaty żeńskie pojedynczo, męskie po 7.
OwoceJadalne, pokryte włoskami.

## Zastosowanie
- Drzewo sadzone jako roślina ornamentalna.
- Owoce są jadalne lecz o nieprzyjemnym zapachu.
- Drewno o bardzo ciemnej barwie cenione w meblarstwie.